# Don Medford
Pour les articles homonymes, voir Medford.
Don Medford est un réalisateur américain né le 26 novembre 1917 à Détroit et mort le 12 décembre 2012 à Los Angeles.

## Filmographie
- 1951 : Tales of Tomorrow (série tv)
- 1957 : Decoy (série TV)
- 1957 : M Squad (série TV)
- 1958 : L'Homme à la carabine (The Rifleman) (série TV)
- 1959 : Law of the Plainsman (série TV)
- 1960 : The Barbara Stanwyck Show (en) (série TV)
- 1961 : Le Jeune Docteur Kildare (Dr. Kildare) (série TV)
- 1964 : To Trap a Spy
- 1967 : Cosa Nostra, Arch Enemy of the FBI (TV)
- 1967 : Ghostbreakers (TV)
- 1971 : Incident in San Francisco (TV)
- 1971 : Les Charognards (The Hunting Party)
- 1971 : Cannon (Cannon) (série TV)
- 1971 : L'Organisation (The Organization)
- 1973 : The Fuzz Brothers
- 1973 : Police Story (série TV)
- 1975 : Police Story: The Cut Man Caper (TV)
- 1976 : The November Plan (TV)
- 1978 : Kaz (série TV)
- 1978 : Le Maître des clones (The Clone Master) (TV)
- 1978 : David Cassidy - Man Undercover (série TV)
- 1979 : Mme Columbo (Mrs. Columbo) (série TV)
- 1980 : Coach of the Year (TV)
- 1981 : Dynastie (Dynasty) (série TV)
- 1981 : L'Homme qui tombe à pic (The Fall Guy) (série TV)
- 1981 : Sizzle (TV)
- 1983 : Dusty (TV)
- 1983 : Scandales à l'Amirauté (Emerald Point N.A.S.) (série TV)
- 1984 : Jessie (série TV)
- 1985 : Hell Town (en) (TV)
- 1985 : Alfred Hitchcock présente (Alfred Hitchcock Presents) (série TV)
- 1985 : Dynastie 2 : Les Colby (The Colbys) (série TV)
- 1987 : La loi est la loi (Jake and the Fatman) (série TV)
- 1988 : Le Monstre évadé de l'espace (Something Is Out There) (série TV)